# Miss Earth különdíjak listája

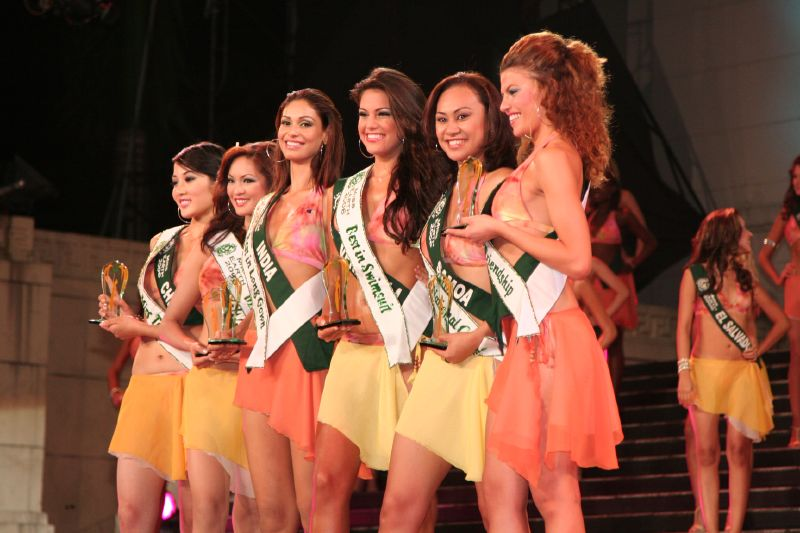
Miss Earth 2006: Különdíjak átadása

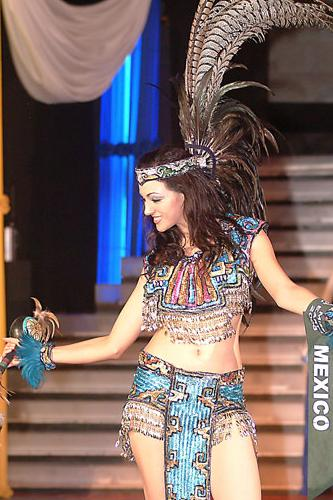
Miss Earth 2008 Best National Costume verseny: Mexikó

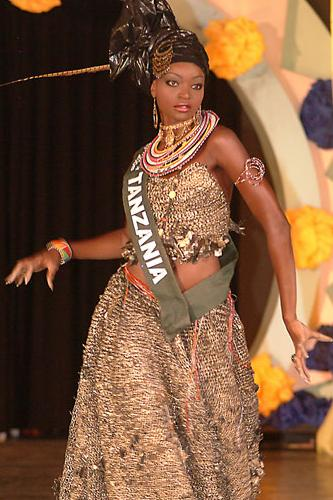
Miss Earth 2008 Best National Costume verseny: Tanzánia

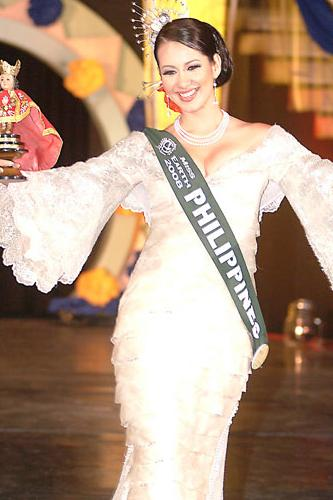
Miss Earth 2008 Best National Costume verseny: Fülöp-szigetek

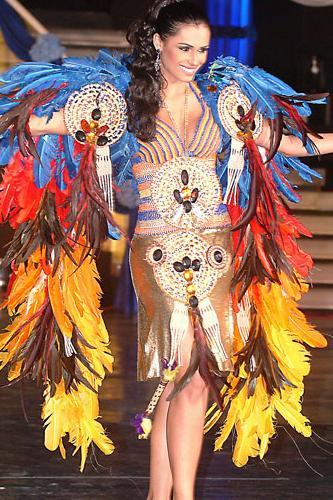
Miss Earth 2008 Best National Costume verseny: Brazília

A Miss Earth szépségversenyen a verseny indulása, 2001 óta évről évre 6 különdíjat osztanak ki.

## Best in Swimsuit
A díjat a fürdőruhás bemutatón legjobb eredményt elért versenyző kapja.
| Év   | Ország         | Versenyző           |
| ---- | -------------- | ------------------- |
| 2001 | Kazahsztán     | Margarita Kravtsova |
| 2002 | Kolumbia       | Diana Ibarra        |
| 2003 | Franciaország  | Jennifer Pichard    |
| 2004 | Paraguay       | Yanina Gonzalez     |
| 2005 | Venezuela      | Alexandra Braun     |
| 2006 | Venezuela      | Marianne Puglia     |
| 2007 | Venezuela      | Silvana Santaella   |
| 2008 | Mexikó         | Abigail Elizalde    |
| 2009 | Fülöp-szigetek | Sandra Seifert      |
| 2010 | Vietnám        | Luu Thi Diem Huong  |

## Best in Long Gown
A díjat az estélyi ruhás bemutatón legjobb eredményt elért versenyző kapja.
| Év   | Ország                     | Versenyző                 |
| ---- | -------------------------- | ------------------------- |
| 2001 | Fülöp-szigetek             | Carlene Aguliar           |
| 2002 | Peru                       | Claudia Ortiz de Zevallos |
| 2003 | Brazília                   | Priscila Zandona          |
| 2004 | Francia Polinézia (Tahiti) | Stephanie Lesage          |
| 2005 | Puerto Rico                | Vanessa de Roide          |
| 2006 | India                      | Amruta Patki              |
| 2007 | Venezuela                  | Silvana Santaella         |
| 2008 | Venezuela                  | Daniela Torrealba         |
| 2009 | Fülöp-szigetek             | Sandra Seifert            |
| 2010 | Ecuador                    | Jennifer Pazmiño          |

## Best National Costume
A díjat a nemzeti/nemzetiségi viseletek bemutatója során legjobb eredményt elért versenyző kapja. Minden versenyzőnek a saját országa jellemző öltözékét kell bemutatnia, többnyire népviseletet.
| Év   | Ország    | Versenyző          |
| ---- | --------- | ------------------ |
| 2001 | India     | Shamita Singha     |
| 2002 | Dél-Korea | Jin-Ah Lee         |
| 2003 | Panama    | Jessica Barrios    |
| 2004 | Honduras  | Gabriela Irias     |
| 2005 | Dél-Korea | Hye-Mi Yoo         |
| 2006 | Szamoa    | Mililani Tofa      |
| 2007 | Thaiföld  | Jiraporn Sing-Leam |
| 2008 | Panama    | Shassia Ubillus    |
| 2009 | Tanzánia  | Evelyne Amasi      |
| 2010 | Japán     | Marina Kishira     |

## Miss Photogenic
A díjat a legfotogénebb versenyző kapja
| Év   | Ország         | Versenyző             |
| ---- | -------------- | --------------------- |
| 2001 | Argentína      | Daniela Stucan        |
| 2002 | Fülöp-szigetek | April Perez           |
| 2003 | Bolívia        | Claudia Melgar        |
| 2004 | Brazília       | Priscila Meirelles    |
| 2005 | Chile          | Nataly Chilet         |
| 2006 | Kanada         | Riza Santos           |
| 2007 | Fülöp-szigetek | Jeanne Harn           |
| 2008 | Fülöp-szigetek | Karla Henry           |
| 2009 | Csehország     | Tereza Budkova        |
| 2010 | Thaiföld       | Watsaporn Wattanakoon |

## Miss Friendship
A díjat a legbarátságosabb/legkedvesebb versenyző kapja.
| Év   | Ország      | Versenyző            |
| ---- | ----------- | -------------------- |
| 2001 | Japán       | Misuzu Hirayama      |
| 2002 | Gibraltár   | Charlene Gaiviso     |
| 2003 | Etiópia     | Yodit Getahun        |
| 2004 | USA         | Stephanie Brownell   |
| 2005 | Kanada      | Catherine McClure    |
| 2006 | Olaszország | Maria Lucia Leo      |
| 2007 | Libanon     | Amale Al-Khoder      |
| 2008 | Ecuador     | Andrea Carolina León |
| 2009 | Svájc       | Graziella Rogers     |
| 2010 | Guatemala   | Sue Ellen Castaneda  |

## Miss Talent
A legtehetségesebb versenyző – A Talent Show (Tehetségkutató) verseny győztese, ahol a versenyzők különféle – többnyire művészeti – ágakban (ének, tánc, bűvészet stb.)  mérik össze tudásukat.
| Év   | Ország                     | Versenyző         |
| ---- | -------------------------- | ----------------- |
| 2001 | Lettország                 | Jelena Kairane    |
| 2002 | Bosznia-Hercegovina        | Dzejla Glavovic   |
| 2003 | Bosznia-Hercegovina        | Mirela Bulbulija  |
| 2004 | Kanada                     | Tanya Munizaga    |
| 2005 | Ukrajna                    | Evgenyija Rudenko |
| 2006 | Kína                       | Zhou Meng Ting    |
| 2007 | Litvánia                   | Monika Baliunaite |
| 2008 | Ausztrália                 | Rachael Smith     |
| 2009 | Francia Polinézia (Tahiti) | Niuriki Teremate  |
| 2010 | India                      | Nicole Faria      |

1. 1 2 3  A verseny győztese
2. ↑  a verseny eredeti győztese

## Videók
- Miss Earth 2009 – különdíjak átadása hozzáférés: 2009. november 23.